# 전승남
전승남( 1974년 11월 26일 ~ )은 LG 트윈스의 전 야구 선수다. 현재 Olleh TV에서 해설 위원을 맡고 있다.

## 출신 학교
- 서울학동초등학교
- 언북중학교
- 덕수고등학교
- 중앙대학교 (1993학번)

## 같이 보기
- 2002년 LG 트윈스 시즌